# یواس‌اس دونالد بی بیری (اف‌اف-۱۰۸۵)
یواس‌اس دونالد بی بیری (اف‌اف-۱۰۸۵) (به انگلیسی: USS Donald B. Beary (FF-1085)) یک کشتی بود که طول آن ۴۳۸ فوت (۱۳۴ متر) بود. این کشتی در سال ۱۹۷۱ ساخته شد.